# Casas de Guijarro
Pour les articles homonymes, voir Casas et Guijarro.
Casas de Guijarro est une commune d’Espagne, dans la province de Cuenca, communauté autonome de Castille-La Manche.

## Démographie
| 1991 | 1996 | 2001 | 2004 | 2007 | 2011 |
| ---- | ---- | ---- | ---- | ---- | ---- |
| 186  | 158  | 139  | 131  | 137  | 142  |

## Administration

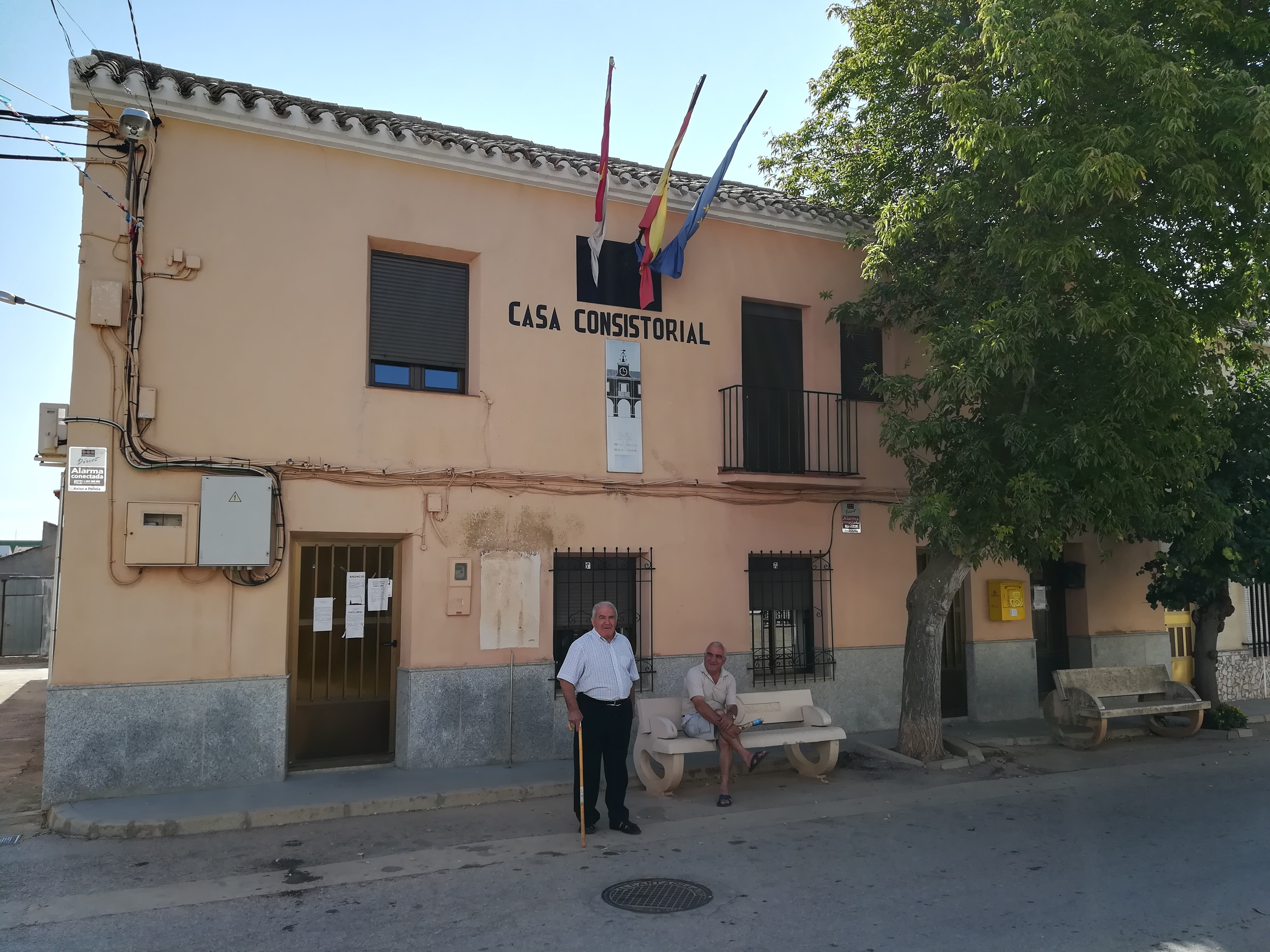
Mairie de Casas de Guijarro.

| Période                                  | Période | Identité                | Étiquette | Qualité |
| ---------------------------------------- | ------- | ----------------------- | --------- | ------- |
| 1979                                     | 1983    |                         |           |         |
| 1983                                     | 1987    |                         |           |         |
| 1987                                     | 1991    |                         |           |         |
| 1991                                     | 1995    |                         |           |         |
| 1995                                     | 1999    |                         |           |         |
| 1999                                     | 2003    |                         |           |         |
| 2003                                     | 2007    | José Ángel Fabuel Paños | PP        |         |
| 2007                                     | 2011    | José Ángel Fabuel Paños | PP        |         |
| Les données manquantes sont à compléter. |         |                         |           |         |

## Monuments et points d'intêrets
- L'église paroissiale Dulce Nombre de Jesús est peut-être l'élément architectonique le plus remarquable, un édifice de maçonnerie avec pierres de taille et achevé avec la massette traditionnelle.

## Villes voisines
|               | Pozoamargo        | Casas de Benítez      |
| Casas de Haro | Casas de Guijarro |                       |
| Minaya        |                   | Villalgordo del Júcar |

## Fêtes
- 19 janvier
- 3 mai